# Jijia
Il Jijia è un fiume che scorre in Romania; è uno degli affluenti più importanti del Prut.

## Percorso
Nasce in Romania, presso la città di Dorohoi, dai Carpazi Boscosi. Scorre verso sud attraversando i distretti Botoșani e quello di Iași, dove nell'omonima città confluisce da destra nel fiume Prut, dopo circa 275 km di corso.

## Affluenti
Il Jijia riceve moltissimi affluenti che hanno una portata irregolare, alterata da piene imponenti e secche complete; i principali sono il Bahlui, il Sitna e il Miletín.